# أنقليس ثعباني مرقط زرافي
أنقليس ثعباني مرقط زرافي  هو نوع من الأنقليس، يتبع فصيلة الأنقليس الثعباني.